# Liste des membres du Conseil d'État du Luxembourg
Cette page donne la liste des membres du Conseil d'État du Luxembourg depuis 1857.

## Liste des membres
| Titulaire                              | Date de début     | Date de fin       | Fonctions |
| -------------------------------------- | ----------------- | ----------------- | --- |
| Gaspard-Théodore-Ignace de La Fontaine | 28 novembre 1857  | 11 février 1871   | ancien gouverneur du Grand-Duché |
| Jean-Jacques Madeleine Willmar         | 28 novembre 1857  | 26 novembre 1866  | ancien Administrateur général, ancien Président du Gouvernement |
| Jean Ulveling                          | 28 novembre 1857  | 12 novembre 1858  | ancien Administrateur général, ancien Président du Gouvernement |
| Vendelin Jurion                        | 28 novembre 1857  | 10 février 1892   | ancien Administrateur général de l'Intérieur |
| Emmanuel Servais                       | 28 novembre 1857  | 3 décembre 1867   | ancien Administrateur général des Finances |
| Édouard Thilges                        | 28 novembre 1857  | 15 juillet 1859   | ancien Administrateur général, Président du Tribunal d'arrondissement de Luxembourg                                                                                |
| Charles-Gérard Eyschen                 | 28 novembre 1857  | 28 septembre 1859 | ancien Administrateur général de la Justice |
| Ferdinand Pescatore                    | 28 novembre 1857  | 25 décembre 1862  | ancien Bourgmestre de la ville de Luxembourg, ancien membre des États                                                                                              |
| François Joseph Charles Marie Wirz     | 28 novembre 1857  | 18 janvier 1863   | Ingénieur en chef des Travaux publics |
| Guillaume d'Ansembourg                 | 28 novembre 1857  | 10 février 1882   | Propriétaire à Ansembourg |
| Charles-Frédéric Mersch-Faber          | 28 novembre 1857  | 25 août 1888      | ancien Professeur, Ingénieur civil et Curateur de l'Athénée |
| François-Xavier Wurth-Paquet           | 6 octobre 1858    | 4 février 1885    | Président de la Cour supérieur de Justice |
| Antoine Lefort                         | 10 août 1860      | 3 mars 1889       | Conseiller à la Cour supérieure de Justice |
| Mathias Simons                         | 28 septembre 1860 | 5 octobre 1874    | ancien Ministre d'Etat, Président du Gouvernement |
| Édouard Thilges                        | 28 septembre 1860 | 3 décembre 1867   | ancien Directeur général de l'Intérieur et de la Justice |
| Jean-Mathias Wellenstein               | 29 décembre 1860  | 1er décembre 1870 | Conseiller honoraire à la Cour supérieure de Justice, ancien Administrateur général des Travaux publics, ancien Président de l'Assemblée des État                  |
| Pierre-Joseph Augustin                 | 13 février 1863   | 25 septembre 1872 | Juge de paix à Remich |
| Michel Jonas                           | 5 avril 1866      | 16 juin 1884      | ancien Directeur général de l'Intérieur et de la Justice, Directeur de l'Enregistrement et des Domaines                                                            |
| Chrétien Mersch                        | 5 avril 1866      | 24 janvier 1873   | Ingénieur en chef des Travaux publics |
| Jean Ulveling                          | 14 décembre 1866  | 29 octobre 1877   | ancien directeur général de l'Intérieur |
| Baron Victor de Tornaco                | 3 décembre 1867   | 20 juin 1872      | ancien ministre d'État, Chambellan honoraire |
| Charles Munchen                        | 14 janvier 1868   | 13 août 1881      | Avocat-avoué |
| Bernard-Hubert Neuman                  | 16 mars 1868      | 27 septembre 1891 | Conseiller à la Cour supérieure de Justice |
| Édouard Thilges                        | 18 décembre 1870  | 20 février 1885   | ancien Directeur général des Affaires communales, Président de la Chambre des comptes                                                                              |
| Lucien Richard                         | 15 mars 1871      | 18 décembre 1900  | Directeur des Contributions |
| Emmanuel Servais                       | 27 décembre 1874  | 17 juin 1890      | ancien Ministre d'Etat, Président du Gouvernement |
| Henri Vannérus                         | 27 décembre 1874  | 17 mai 1921       | ancien Directeur général de la Justice, Conseiller honoraire de la Cour supérieure de Justice, Président du Tribunal d'arrondissement de Diekirch                  |
| Georges Ulveling                       | 29 octobre 1877   | 30 septembre 1881 | Directeur de la Banque nationale, ancien Directeur général des Finances                                                                                            |
| Nicolas Salentiny                      | 6 août 1878       | 25 novembre 1898  | ancien Directeur général de l'Intérieur, Président de la Chambre des comptes                                                                                       |
| Jean-Baptiste Klein                    | 1er mars 1882     | 14 novembre 1883  | ancien notaire, ancien membre de la Chambre des députés |
| Jules Chomé                            | 9 avril 1884      | 14 janvier 1899   | Conseiller à la Cour supérieure de justice |
| Victor de Roebé                        | 22 juillet 1885   | 3 janvier 1889    | Docteur en droit, ancien Directeur général des Finances |
| Jean-Pierre Toutsch                    | 22 juillet 1885   | 30 juin 1887      | Conseiller honoraire de la Cour supérieure de justice, ancien Président de la l'Assemblée des États                                                                |
| Joseph Schaack                         | 22 juillet 1885   | 25 novembre 1894  | Conseiller à la Cour supérieure de justice |
| Victor Thorn                           | 22 juillet 1885   | 27 septembre 1888 | Conseiller honoraire de la Cour supérieure de justice, Procureur d'Etat à Luxembourg                                                                               |
| Charles Rischard                       | 15 février 1888   | 23 juin 1896      | Conseiller à la Cour supérieure de justice |
| Édouard Thilges                        | 10 octobre 1888   | 9 juillet 1904    | Ministre d'État honoraire |
| Jean-Baptiste Klein                    | 27 novembre 1889  | 2 août 1894       | ancien notaire, ancien membre de la Chambre des députés |
| Alexandre de Colnet-d'Huart            | 27 novembre 1889  | 12 juin 1905      | ancien membre de la Chambre des députés et du Gouvernement, Directeur honoraire de l'Athénée                                                                       |
| Émile Faber                            | 2 mai 1892        | 14 mars 1927      | Directeur de l'Administration de l'Enregistrement et des Domaines                                                                                                  |
| Joseph Rischard                        | 2 mai 1892        | 3 mars 1915       | Conseiller à la Cour supérieure de justice |
| Victor Thorn                           | 26 octobre 1892   | 3 mars 1915       | ancien Directeur général des Travaux publics et des Chemins de fer                                                                                                 |
| Jean Franck                            | 30 janvier 1895   | 9 mai 1896        | Commissaire de Gouvernement pour les Chemins de fer |
| Émile Lefort                           | 30 janvier 1895   | 12 mai 1902       | Conseiller à la Cour supérieure de justice |
| Henri Neuman                           | 9 août 1896       | 9 mars 1910       | Directeur des Contributions directes |
| Émile André Schlesser                  | 20 novembre 1896  | 12 novembre 1901  | Conseiller honoraire de la Cour supérieure de justice, Procureur d'Etat à Luxembourg                                                                               |
| Guillaume-Alexandre                    | 25 décembre 1897  | 4 avril 1902      | Grand-Duc Héréditaire de Luxembourg, Prince de Nassau |
| Joseph Steichen                        | 31 décembre 1898  | 23 mars 1938      | Conseiller à la Cour supérieure de justice |
| Ernest Arendt                          | 11 janvier 1902   | 11 février 1931   | Conseiller à la Cour supérieure de justice |
| Paul Ulveling                          | 30 septembre 1902 | 5 mars 1924       | Président du Tribunal d'arrondissement de Luxembourg, Conseiller honoraire de la Cour supérieure de justice                                                        |
| Mathias Glaesener                      | 30 septembre 1902 | 22 octobre 1924   | Conseiller à la Cour supérieure de justice |
| Charles Rischard                       | 26 octobre 1905   | 12 juin 1914      | ancien Directeur général des Travaux publics, Président de la Cour supérieure de justice                                                                           |
| Ernest Hamélius                        | 7 décembre 1908   | 16 novembre 1945  | Directeur du Crédit foncier et de la Caisse d'épargne |
| Jules Fischer                          | 21 février 1909   | 31 décembre 1914  | Ingénieur, ancien membre de la Chambre des députés, ancien Bourgmestre de la ville de Luxembourg                                                                   |
| Henri Kirpach                          | 9 janvier 1910    | 26 avril 1911     | Docteur en droit, ancien Directeur général de l'Intérieur, ancien membre de la Chambre des députés                                                                 |
| Victor Thorn                           | 28 décembre 1914  | 3 mars 1915       | Procureur général d'État, ancien Directeur général des Travaux publics et des Chemins de fer                                                                       |
| Charles de Waha                        | 3 mars 1915       | 24 novembre 1916  | ancien Directeur général des Travaux publics |
| Pierre Braun                           | 3 mars 1915       | 16 novembre 1945  | ancien Directeur général de l'Intérieur |
| Joseph Brincour                        | 3 mars 1915       | 29 décembre 1917  | Docteur en droit, ancien membre de la Chambre des députés |
| Léon Kauffman                          | 3 mars 1915       | 24 février 1916   | Président des établissements d'assurances sociales |
| Joseph Thilges                         | 3 mars 1915       | 15 décembre 1916  | Vice-Président de la Cour supérieure de justice |
| Auguste Ulveling                       | 3 mars 1915       | 26 août 1917      | Président de la Chambre des comptes |
| Mathias Mongenast                      | 6 novembre 1915   | 10 janvier 1926   | ancien Directeur général des Finances |
| Victor Thorn                           | 6 novembre 1915   | 24 février 1916   | ancien Directeur général de la Justice et des Travaux publics |
| Victor Thorn                           | 19 juin 1917      | 15 septembre 1930 | Ministre d'État honoraire |
| Ernest Leclère                         | 19 juin 1917      | 27 mai 1938       | ancien Directeur général de l'Agriculture, de l'Industrie et du Commerce                                                                                           |
| Léon Kauffman                          | 28 septembre 1918 | 16 novembre 1945  | Ministre d'État honoraire |
| Léon Moutrier                          | 28 septembre 1918 | 21 décembre 1936  | ancien Directeur général de la Justice et de l'Instruction publique                                                                                                |
| Antoine Lefort                         | 28 septembre 1918 | 19 mars 1928      | ancien Directeur général des Travaux publics |
| Joseph Faber                           | 28 septembre 1918 | 10 octobre 1933   | ancien Directeur général de l'Agriculture, du Commerce, de l'Industrie et du Travail                                                                               |
| Guillaume Leidenbach                   | 14 avril 1923     | 8 mai 1943        | ancien Directeur général de la Justice et des Travaux publics |
| Jean-Baptiste Sax                      | 3 juin 1924       | 16 novembre 1945  | Directeur des Contributions directes, des Accises et du Cadastre                                                                                                   |
| Jacques Delahaye                       | 8 novembre 1926   | 16 novembre 1945  | Président de la Cour supérieure de justice |
| Georges Faber                          | 18 juillet 1929   | 16 août 1936      | Vice-Président de la Cour supérieure de justice |
| François Altwies                       | 6 mars 1933       | 6 juillet 1936    | notaire, ancien Président de la Chambre des députés |
| Robert Brasseur                        | 6 mars 1933       | 15 février 1934   | ancien membre de la Chambre des députés, ancien Bâtonnier de l'Ordre des avocats                                                                                   |
| Prince Félix de Luxembourg             | 23 janvier 1937   | 16 novembre 1945  | Prince de Bourbon de Parme |
| Norbert Dumont                         | 23 janvier 1937   | 16 novembre 1945  | Président de la Chambre des comptes, ancien Directeur général de la Justice et de l'Intérieur                                                                      |
| Auguste Liesch                         | 23 janvier 1937   | 16 novembre 1945  | Inspecteur général des Douanes et Accises |
| Léon Schaack                           | 23 janvier 1937   | 16 novembre 1945  | Procureur général d'État |
| Nicolas Kerschen                       | 23 janvier 1937   | 16 novembre 1945  | Directeur de la Caisse d'épargne et du Crédit foncier de l'État |
| Jean Rettel                            | 23 janvier 1937   | 16 novembre 1945  | Président de l'Office des Assurances sociales |
| Adolphe Kunnen                         | 23 janvier 1937   | 16 novembre 1945  | Directeur des Douanes |
| Prince Félix de Luxembourg             | 14 décembre 1945  | 25 avril 1951     | Général-Commandant, Inspecteur général de l'Armée |
| Léon Kauffman                          | 14 décembre 1945  | 14 février 1952   | Ministre d'État honoraire |
| Jacques Delahaye                       | 14 décembre 1945  | 25 mars 1947      | Président honoraire de la Cour Supérieure de Justice |
| Auguste Liesch                         | 14 décembre 1945  | 13 mars 1949      | Inspecteur général honoraire des Douanes |
| Joseph Thorn                           | 14 décembre 1945  | 10 novembre 1953  | Avocat |
| Albert Wagner                          | 14 décembre 1945  | 30 juillet 1958   | Avocat |
| Pierre Frieden                         | 14 décembre 1945  | 15 juillet 1948   | ancien Ministre de l'Éducation Nationale |
| Robert Als                             | 14 décembre 1945  | 25 mars 1947      | ancien Ministre de l'Intérieur |
| Félix Welter                           | 14 décembre 1945  | 25 avril 1973     | Procureur général d'État |
| Michel Rasquin                         | 14 décembre 1945  | 9 juillet 1948    | |
| Alfred Loesch                          | 14 décembre 1945  | 31 décembre 1958  | Maréchal de la Cour |
| Maurice Sevenig                        | 14 décembre 1945  | 26 juin 1975      | Conseiller honoraire à la Cour Supérieure de Justice, Juge au tribunal d'arrondissement de Luxembourg                                                              |
| Paul Wilwertz                          | 14 décembre 1945  | 29 juin 1954      | Commissaire à l'Office national du Travail |
| François Wirtz                         | 14 décembre 1945  | 8 novembre 1947   | Avocat |
| Eugène Rodenbourg                      | 28 avril 1947     | 31 octobre 1972   | Président du Tribunal d'arrondissement de Luxembourg |
| Émile Raus                             | 4 août 1948       | 26 octobre 1976   | Directeur de l'Administration des P. et T. |
| Lambert Schaus                         | 4 août 1948       | 19 janvier 1953   | ancien Ministre des Affaires Économiques et de la Force armée |
| André Origer                           | 4 août 1948       | 30 novembre 1978  | Commissaire de district, Diekirch |
| Ferdinand Wirtgen                      | 23 octobre 1950   | 11 décembre 1978  | Directeur de l'Administration de l'Enregistrement et des Domaines                                                                                                  |
| Prince Jean                            | 25 avril 1951     | 28 avril 1961     | Grand-Duc Héritier, Colonel de l'Armée |
| Charles Léon Hammes                    | 26 novembre 1951  | 12 juin 1953      | conseiller à la Cour Supérieure de Justice à Luxembourg |
| Hubert Clément                         | 2 mai 1952        | 29 septembre 1953 | directeur de journal, Esch-sur-Alzette |
| Albert Goldmann                        | 12 mai 1953       | 4 décembre 1976   | conseiller à la Cour Supérieure de Justice à Luxembourg, président de la Chambre des comptes                                                                       |
| Léon Schaus                            | 12 mai 1953       | 15 juillet 1977   | directeur de l'Administration des Contributions |
| Paul Thibeau                           | 1er mars 1955     | 1er octobre 1972  | directeur du Lycée de garçons à Luxembourg |
| François Huberty                       | 1er mars 1955     | 31 octobre 1972   | Ingénieur-Directeur de l'Inspection du Travail et des Mines |
| Roger Maul                             | 1er mars 1955     | 16 septembre 1979 | conseiller à la Cour Supérieure de Justice à Luxembourg, président de la Chambre des comptes                                                                       |
| Louis Hencks                           | 12 août 1958      | 25 février 1972   | conseiller de direction à l'Office des Assurances sociales |
| Nicolas Margue                         | 4 août 1959       | 30 septembre 1970 | ancien Ministre |
| Paul Wilwertz                          | 30 décembre 1959  | 16 décembre 1968  | ancien Ministre |
| Prince Félix de Luxembourg             | 5 mai 1961        | 24 mars 1969      | Général-Commandant, inspecteur général de l'Armée |
| Joseph Wolter                          | 30 mai 1961       | 17 janvier 1968   | avocat-avoué, président du Conseil d'administration de l'Office des séquestres                                                                                     |
| Joseph Kauffman                        | 14 juin 1961      | 11 juin 1979      | directeur du Contentieux de l'ARBED |
| Félix Worré                            | 10 juillet 1961   | 16 février 1980   | médecin |
| Alex Bonn                              | 17 juillet 1961   | 16 juin 1980      | avocat-avoué |
| Paul Weber                             | 7 août 1961       | 2 octobre 1973    | directeur de la Chambre de Commerce |
| Victor Bodson                          | 28 août 1961      | 21 juillet 1964   | ancien Ministre |
| Fernand Georges                        | 26 février 1965   | 1er janvier 2000  | secrétaire général du Groupe socialiste du Parlement européen, chef de division au secrétariat du Parlement européen, directeur de la DG III du Parlement européen |
| Norbert Droessaert                     | 20 mars 1968      | 1er novembre 1976 | directeur de l'Administration des Douanes |
| Prince Charles                         | 24 mars 1969      | 26 juillet 1977   | |
| François Goerens                       | 14 juin 1969      | 2 août 1987       | conseiller à la Cour Supérieure de Justice, président de la Chambre des comptes                                                                                    |
| Alfred Loesch                          | 11 novembre 1970  | 1er octobre 1974  | Docteur en droit, grand Maréchal de la Cour |
| Robert Schaack                         | 24 octobre 1972   | 1er janvier 1988  | conseiller de direction à l'Office des Assurances sociales |
| Fernand Zurn                           | 11 novembre 1972  | 11 mars 1987      | Avocat-avoué |
| Joseph Foog                            | 24 novembre 1972  | 10 juin 1985      | conseiller à la Cour Supérieure de Justice, procureur général d'État                                                                                               |
| Edmond Reuter                          | 7 décembre 1972   | 12 février 1990   | Professeur, directeur de l'Université de Sciences comparées, directeur administratif du Centre universitaire de Luxembourg                                         |
| Albert Goedert                         | 19 décembre 1972  | 1er décembre 1982 | Professeur, Directeur du Lycée Hubert-Clement à Esch-sur-Alzette                                                                                                   |
| Ernest Arendt                          | 20 juin 1973      | 6 août 1988       | avocat-avoué |
| Paul Beghin                            | 10 janvier 1974   | 1er janvier 2000  | avocat-avoué |
| Johny Lahure                           | 29 novembre 1974  | 20 juillet 1984   | rédacteur en chef du journal syndical « Arbecht » |
| Annette Schwall-Lacroix                | 21 juillet 1975   | 16 juillet 1999   | Avocat-avoué |
| Georges Thorn                          | 15 décembre 1976  | 1er mars 1979     | docteur en droit, chef du contentieux des CFL |
| Gaston Diederich                       | 29 décembre 1976  | 11 février 1998   | docteur en droit, commissaire de district à Luxembourg |
| Lucien Kraus                           | 18 janvier 1977   | 1er décembre 1985 | docteur en droit, avocat général, Président de la Chambre des comptes                                                                                              |
| Cornel Meder                           | 29 juillet 1977   | 1er janvier 2000  | directeur du Collège d'enseignement moyen de Pétange, directeur des Archives nationales                                                                            |
| Charles Reiffers                       | 23 décembre 1978  | 15 octobre 1985   | docteur en droit, directeur de l'Inspection générale de la sécurité sociale                                                                                        |
| Jules Pierret                          | 23 janvier 1979   | 23 janvier 1991   | docteur en droit, directeur de l'Administration de l'Enregistrement et des Domaines                                                                                |
| René Grégorius                         | 15 mars 1979      | 26 septembre 1991 | Instituteur d'enseignement spécial et complémentaire |
| Jean Dupong                            | 24 octobre 1979   | 18 mai 1994       | docteur en droit, avocat-avoué, ancien Ministre |
| Numa Wagner                            | 26 novembre 1979  | 2 octobre 1992    | docteur en droit, conseiller à la Cour Supérieure de Justice, conseiller à la Cour de cassation, président de la Cour supérieure de Justice                        |
| Henri Metz                             | 15 avril 1980     | 1er janvier 2000  | docteur en médecine, neurologue, Directeur du Centre Hospitalier de Luxembourg                                                                                     |
| Georges Faber                          | 26 juillet 1980   | 1er octobre 1993  | docteur en droit, président du Conseil d'administration de l'Arbed                                                                                                 |
| Prince Henri                           | 4 décembre 1980   | 9 mars 1998       | licencié des sciences politiques, Grand-Duc Héritier de Luxembourg                                                                                                 |
| Raymond Kirsch                         | 13 janvier 1983   | 13 janvier 2001   | docteur en droit et en sciences économiques, directeur général de la Banque et Caisse d'Épargne de l'État                                                          |
| John Castegnaro                        | 22 janvier 1985   | 22 janvier 2003   | président du syndicat OGB-L |
| Marcel Sauber                          | 28 juin 1985      | 11 mars 2003      | licencié en sciences commerciales et financières, maître en droit, directeur honoraire de la Fédération des artisans                                               |
| Georges Thorn                          | 12 novembre 1985  | 30 octobre 1991   | docteur en droit, président honoraire de la S.N.C.F.L |
| Paul-Henri Meyers                      | 28 novembre 1985  | 11 août 1999      | docteur en droit, président de la Caisse de pension des employés privés                                                                                            |
| Claude Bicheler                        | 7 avril 1987      | 7 avril 2005      | licencié en droit, Conseiller de direction à l'Administration de l'Emploi                                                                                          |
| Robert Biever                          | 1er octobre 1987  | 31 décembre 2000  | docteur en droit, procureur d'Etat près le tribunal de Luxembourg                                                                                                  |
| Charles Ruppert                        | 23 décembre 1987  | 1er janvier 2006  | docteur des sciences physiques et mathématiques et licencié ès sciences économiques                                                                                |
| Jean-Pierre Sinner                     | 26 octobre 1988   | 26 octobre 2006   | docteur en droit, commissaire de district à Grevenmacher |
| Pierre Mores                           | 20 mars 1990      | 30 septembre 2007 | licencié en droit, diplômé d'études supérieures européennes, président de la Caisse de pension des employés privés                                                 |
| Victor Rod                             | 7 mars 1991       | 7 mars 2009       | licencié en droit, directeur du Commissariat aux assurances |
| Nicolas Schmit                         | 29 octobre 1991   | 30 juillet 2004   | Docteur en sciences économiques, Ambassadeur extraordinaire et plénipotentiaire, représentant permanent du Luxembourg auprès de l'Union européenne                 |
| Alain Meyer                            | 15 novembre 1991  | 15 novembre 2009  | maître des lettres modernes, professeur d'enseignement secondaire                                                                                                  |
| Nico Edon                              | 2 octobre 1992    | 1er novembre 2009 | maître en droit, premier conseiller à la Cour d'appel |
| Claude Hemmer                          | 25 novembre 1993  | 25 novembre 2011  | licencié en sciences économiques et sociales, premier conseiller de Gouvernement au ministère de la Santé                                                          |
| Georges Schroeder                      | 7 juin 1994       | 7 juin 2012       | licencié en droit, directeur de l'Inspection générale de la sécurité sociale                                                                                       |
| Carlo Meintz                           | 11 février 1998   | 5 mai 2005        | docteur en philosophie et lettres, professeur e.r. |
| Victor Gillen                          | 20 décembre 1999  | 20 décembre 2014  | licencié en droit, avocat à la Cour |
| Georges Pierret                        | 14 janvier 2000   | 14 janvier 2015   | maître en droit, avocat à la Cour |
| Agnès Rausch                           | 11 février 2000   | 11 février 2015   | assistante d'hygiène sociale |
| Kik Schneider                          | 8 avril 2000      | 8 avril 2015      | directeur de banque |
| Paul Schmit                            | 9 juin 2000       | 9 juin 2015       | commissaire du Gouvernement auprès de la Société nationale des CFL                                                                                                 |
| Françoise Thoma                        | 27 octobre 2000   | 27 octobre 2015   | docteur en droit, maître en science politique |
| Albert Hansen                          | 23 février 2001   | 20 décembre 2013  | docteur en droit, secrétaire honoraire du Grand-Duc |
| Viviane Ecker                          | 29 mars 2001      | 28 mars 2016      | docteur en droit, Conseillère juridique |
| Albert Rodesch                         | 13 février 2003   | 13 février 2018   | maître en droit, avocat à la Cour |
| Ady Jung                               | 28 mai 2003       | 12 décembre 2010  | indépendant |
| Romain Nati                            | 15 octobre 2004   | 14 octobre 2019   | docteur en médecine, pneumologue, Directeur général du Centre Hospitalier de Luxembourg                                                                            |
| René Kollwelter                        | 29 avril 2005     | 9 octobre 2019    | professeur d'enseignement secondaire |
| Prince Guillaume                       | 10 juin 2005      | 8 octobre 2024    | Grand-Duc héritier de Luxembourg |
| Agnès Durdu                            | 7 avril 2006      | 6 avril 2021      | licenciée en droit, D.E.A. en droit communautaire, avocate à la Cour                                                                                               |
| Georges Wivenes                        | 1er août 2006     |                   | procureur général d'État adjoint honoraire |
| Marc Schaefer                          | 18 décembre 2006  |                   | enseignant |
| Roger Molitor                          | 15 février 2008   | 31 décembre 2014  | expert comptable et fiscal |
| Patrick Santer                         | 27 avril 2009     |                   | avocat à la Cour |
| Erna Hennicot-Schoepges                | 10 novembre 2009  | 24 juillet 2013   | professeur de piano |
| Lydie Lorang                           | 1er février 2010  |                   | avocate à la Cour |
| Charles Lampers                        | 28 février 2011   |                   | maître en droit, commissaire de district honoraire |
| Dan Kersch                             | 14 décembre 2011  | 14 novembre 2013  | fonctionnaire communal, bourgmestre |
| Martine Deprez                         | 31 octobre 2012   |                   | professeur de sciences, spécialité mathématiques |
| Christophe Schiltz                     | 28 novembre 2013  |                   | maître en droit, conseiller juridique |
| Lucien Lux                             | 24 décembre 2013  |                   | |
| Mike Mathias                           | 28 avril 2014     | 1er février 2019  | socio-économiste |
| Alain Kinsch                           | 4 février 2015    |                   | réviseur d'entreprises, expert-comptable |
| Marc Thewes                            | 4 février 2015    |                   | avocat à la Cour |
| Jeannot Nies                           | 11 mai 2015       |                   | procureur général d’État adjoint |
| Sam Tanson                             | 7 juin 2015       | 17 avril 2018     | avocate à la Cour |
| Dan Theisen                            | 10 juin 2015      |                   | 1er Conseiller de Gouvernement |
| Héloïse Bock                           | 25 juillet 2015   |                   | avocate à la Cour |
| Marc Colas                             | 27 novembre 2015  |                   | conseil économique indépendant |
| Isabelle Schlesser                     | 1er juillet 2016  |                   | fonctionnaire, directrice de l’ADEM |
| Véronique Stoffel                      | 5 mars 2018       |                   | avocate à la Cour |
| Martine Lamesch                        | 24 mai 2018       |                   | avocate à la Cour |
| Yves Wagener                           | 1er février 2019  |                   | avocat à la Cour |
| Deidre Du Bois                         | 30 novembre 2019  |                   | avocate à la Cour |
| Alex Bodry                             | 20 janvier 2020   |                   | |
| Marc Meyers                            | 7 avril 2021      |                   | |